# Akıncılar (Güngören)
 (mai 2025).
Si vous disposez d'ouvrages ou d'articles de référence ou si vous connaissez des sites web de qualité traitant du thème abordé ici, merci de compléter l'article en donnant les références utiles à sa vérifiabilité et en les liant à la section « Notes et références ».
Pour les articles homonymes, voir Akıncı.
Akıncılar est un l'un des onze quartiers du district de Güngören sur la rive européenne d'Istanbul, en Turquie. En 2019, sa population s'élève à 20 601 habitants. 

## Étymologie
Akıncılar provient du terme akıncı, francisé en « akindji » et désignant une unité militaire de cavalerie légère de l’Empire ottoman servant d'éclaireurs ou troupes de première ligne, et du suffixe -lar marquant le pluriel, signifiant ainsi « les assaillants », « les éclaireurs ».

## Transports
Le quartier est desservi par la station Akıncılar de la ligne 1 du tramway d'Istanbul.